# Stemmops vicosa
Stemmops vicosa là một loài nhện trong họ Theridiidae.
Loài này thuộc chi Stemmops. Stemmops vicosa được Herbert Walter Levi miêu tả năm 1964.